# Robbie Widdows
Robbie Widdows (Warwickshire, 17 januari 1961) is een Engels professioneel darter.

## Carrière
Widdows speelde op de World Professional Darts Championship 1998. In de eerste ronde won Widdows van Martin Adams met 3-2. In de tweede ronde verloor Widdows van Colin Monk met 2-3. Het volgende jaar speelde Widdows weer op Lakeside. Hij verloor in de eerste ronde van Kevin Painter met 0-3. Ook in 2000 stond Widdows weer op Lakeside. In de eerste ronde won hij van landgenoot Andy Hayfield met 3-1. In de tweede ronde verloor Widdows weer van Kevin Painter met 1-3. In 2004 plaatste Widdows zich voor het PDC World Darts Championship 2004. In de eerste ronde verloor Widdows van Henry O’Neill met 2-3. In 1999 verloor Widdows de finale van de Dutch Open van Ted Hankey met 2-4.

## Resultaten op Wereldkampioenschappen

### BDO
- 1998: Laatste 16 (verloren van Colin Monk met 2-3)
- 1999: Laatste 32 (verloren van Kevin Painter met 0-3)
- 2000: Laatste 16 (verloren van Kevin Painter met 1-3)

### PDC
- 2004: Laatste 64 (verloren van Henry O’Neill met 2-3)

## Resultaten op de World Matchplay
- 1998: Laatste 16 (verloren van Phil Taylor met 2-8)